# 弁天座 (大和高田市)
弁天座（べんてんざ）は、奈良県大和高田市にある大衆演劇場。2023年（令和5年）9月29日で閉館したが、2024年（令和6年）1月に御所市の大衆演劇場「羅い舞座（らいぶざ）」グループの劇場「羅い舞座グループ弁天座」として再開した。

## 歴史

### 初代弁天座 - 花月劇場の時代
1910年（明治43年）、 奈良県北葛城郡高田町内本町12番地において、池端庄太郎・中川八太郎・宮崎亀石の3人が共同で劇場の弁天座（辨天座）を開業。高田町としては郡制施行後の1897年（明治30年）に開業した『大黒座』（後の高田劇場、1962年閉館）に続く2番目の芝居小屋であった。
その後1918年（大正7年）に花月座に改称し、1920年（大正9年）より大阪の吉本興業と5年間契約。1940年（昭和15年）に建物を新築し花月劇場に改称するが、市制が敷かれた1948年（昭和23年）に常設映画館に転向。1960年代頃に東宝系映画館『高田花月東宝劇場』となり、1970年（昭和45年）に閉館するまで延べ60年間営業した。
- 所在地：奈良県大和高田市本町3丁目1810
開館当時の同県北葛城郡高田町内本町12番地[3]、現在は駐車場「松浦モータープール」。
- 観客定員数：500人（1955年時点[5]）

### 高田キネマ - 高田シネマの時代
1950年（昭和25年） - 日活専門映画館として大和高田市北本町に『高田キネマ』が開館。当時の座席数は800席。1950年代の大和高田市は映画館の新規開業ラッシュで、高田キネマ以後は高田日本劇場（本郷1）、高田大映（後の高田ホームラン劇場、本郷5）、高田大劇（横大路）、高田東映（永和町）が設立開業された。高田大劇は高田キネマと同じ宮崎興業社（後に大和高田映画と改称）の運営である。しかし1960年代から1980年代にかけてひとつまた一つと閉館していき、平成改元後の1990年時点では当館と高田大劇を残すのみとなった。
その後館名を『高田シネマ』に改称。2スクリーン（68席・110席）に分割して営業を続けたが、1999年（平成11年）7月24日、大和高田映画が運営するシネマコンプレックスの橿原シネマアークがオープン。更にイオンシネマ西大和（2000年12月1日）、MOVIX橿原（2001年6月27日、現ユナイテッド・シネマ橿原）、TOHOシネマズ橿原（2004年4月1日）と県内に相次いでシネコンがオープンした結果、高田シネマは2004年（平成16年）8月をもって閉館。2年後の2006年（平成18年）秋頃には高田大劇も営業を停止したため、大和高田市から従来型の映画館が消滅。先述の橿原シネマアークも2009年（平成21年）4月30日をもって閉館しており、宮崎家が所有した映画館はすべて姿を消した。

### 大衆演劇場時代

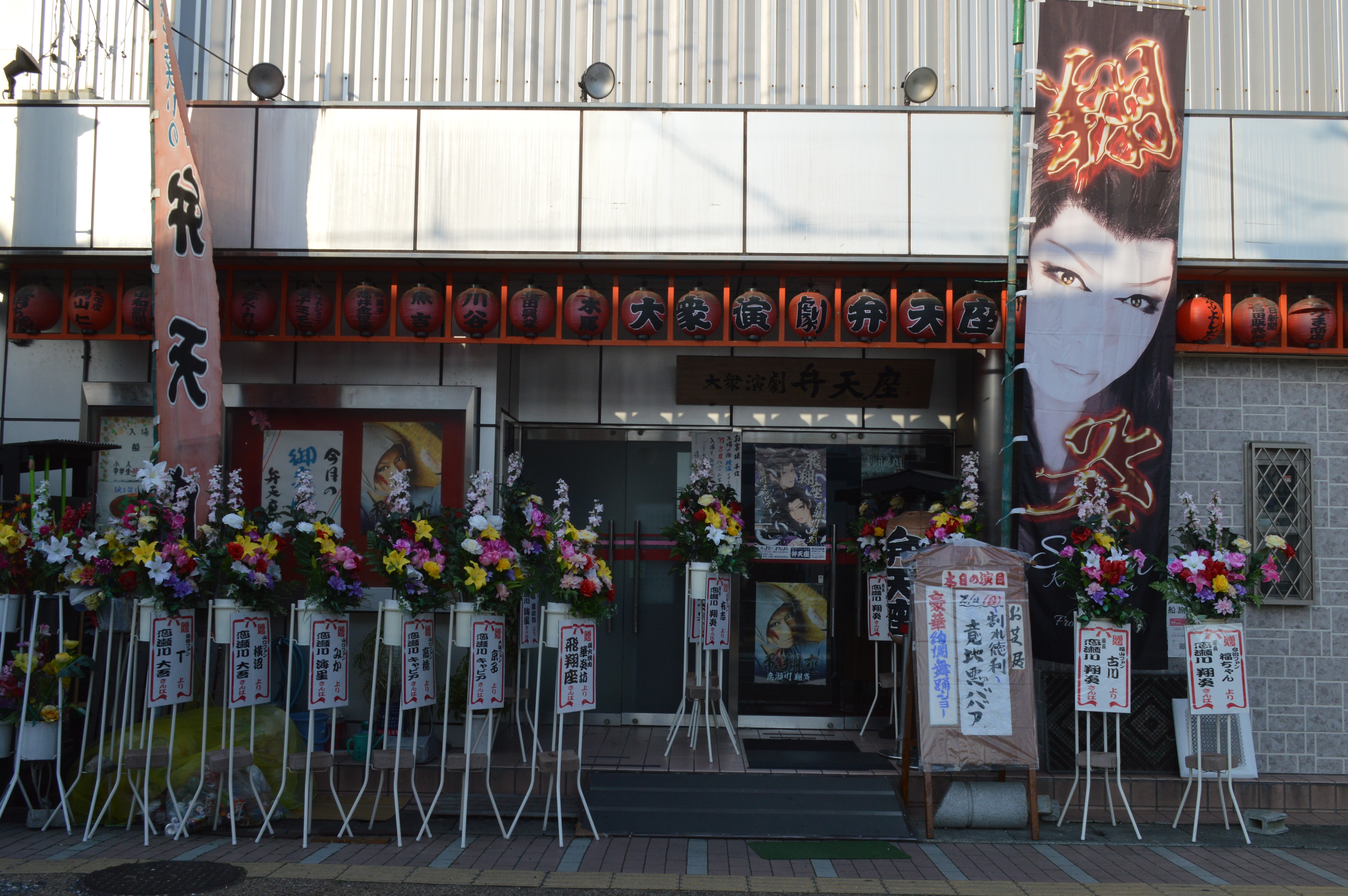
建物入口

2005年（平成17年）4月1日、高田シネマの2館を統合し、舞台・花道・桟敷席などを設ける改装を行ったうえで大衆演劇場の弁天座が開館。経営者は先述の映画館を手掛けた宮崎昌明。曽祖父である宮崎亀石が経営していた弁天座に因んだ名前である。
オープン以来10年以上にわたり黒字経営を維持してきたが、令和改元後の2020年から発生した新型コロナウイルス感染症流行の影響により、高齢者の来場が減少。売り上げも最盛期の3分の1にまで落ち込んだ。これにより2023年（令和5年）9月29日をもって18年半にわたる営業を終えたが、同年11月、羅い舞座グループが弁天座の経営に名乗りを上げたことが報じられる。同グループはエアコンや照明など設備の新調を行い、翌2024年（令和6年）1月に『羅い舞座グループ 弁天座』として再開し、現在に至っている。

## 交通アクセス
- 近鉄大阪線大和高田駅から徒歩2分
- JR桜井線高田駅から北へ徒歩5分